# Bastian Steger
Bastian Steger (Oberviechtach, 19 marzo 1981) è un tennistavolista tedesco.

## Palmarès
Olimpiadi
- 2 medaglie:
  - 2 bronzi (squadre a Londra 2012, squadre a Rio de Janeiro 2016).

Europei
- 1 medaglia:
  - 1 bronzo (singolare a Herning 2012).